# Jaunisse nanisante de l'orge
La jaunisse nanisante de l'orge (JNO) est une maladie virale végétale, transmise par des pucerons, et causée par plusieurs souches virales classées dans deux espèces : le virus de la jaunisse nanisante de l'orge (Luteovirus) et le virus de la jaunisse nanisante des céréales (Polerovirus). Cette maladie, présente dans le monde entier, affecte exclusivement des espèces de plantes appartenant à la famille des Poaceae (graminées). Elle touche en particulier plusieurs cultures de grande importance économique, notamment l'orge, l'avoine, le blé, le maïs, le triticale et le riz.
C'est la maladie virale la plus répandue chez les céréales.

## Biologie
Le virus de la jaunisse nanisante de l'orge (BYDV) est un virus à ARN simple brin à polarité positive (ssRNA). Le virion n'est pas enveloppé dans une membrane lipidique.
Le virus est transmis par des pucerons et sa classification taxinomique est fondée sur les différences d'organisation du génome (sérotypes) et sur le principal puceron vecteur de chaque isolat.
Les isolats et leurs principaux vecteurs (indiqués entre parenthèses) sont les suivants :
- Sous-groupe I
  - MAV, souche moins virulente (Sitobion avenae, puceron du blé),
  - SGV (Schizaphis graminum, puceron vert des graminées),
  - PAV, souche moins virulente (Rhopalosiphum padi, puceron vert de l'avoine, Sitobion avenae, puceron du blé et d'autres dont Metopolophium dirhodum, puceron des céréales et du rosier).
- Sous-groupe II, appelé « virus de la jaunisse nanisante des céréales » (CYDV, acronyme de Cereal Yellow Dwarf Virus), mais désormais reconnu comme une espèce distincte rattachée au genre Polerovirus de la famille des Luteoviridae
  - RPV, souche la plus virulente (Rhopalosiphum padi, puceron vert de l'avoine),
  - RMV (Rhopalosiphum maidis, puceron vert du maïs).

## Pathologie
Le virus est transmis aux cellules du phloème des plantes au moment où les pucerons piquent les feuilles pour se nourrir de la sève.
Une fois dans la plante, le virus commence à se répliquer et à assembler de nouveaux virions. Ce processus nécessite un apport significatif du métabolisme de la plante, et provoque les symptômes de la jaunisse nanisante de l'orge.
Les symptômes de la jaunisse nanisante de l'orge varient selon les cultivars affectés, l'âge de la plante au moment de l'infection, la souche du virus, et les conditions environnementales. Ils peuvent être confondus avec ceux d'autres maladies ou troubles physiologiques.
Les symptômes apparaissent environ 14 jours après l'infection. 
Les plantes atteintes présentent un jaunissement ou un rougissement des feuilles (sur l'avoine et certains blés), un retard de croissance, un port dressé des feuilles raidies et épaissies, une croissance réduite des racines, un retard de l'épiaison (ou pas), et une diminution du rendement.
Les épis des plantes malades ont tendance à rester érigés et à devenir noirs et décolorés pendant la maturation en raison de la colonisation par des champignons saprophytes. Les jeunes plants sont les plus sensibles.

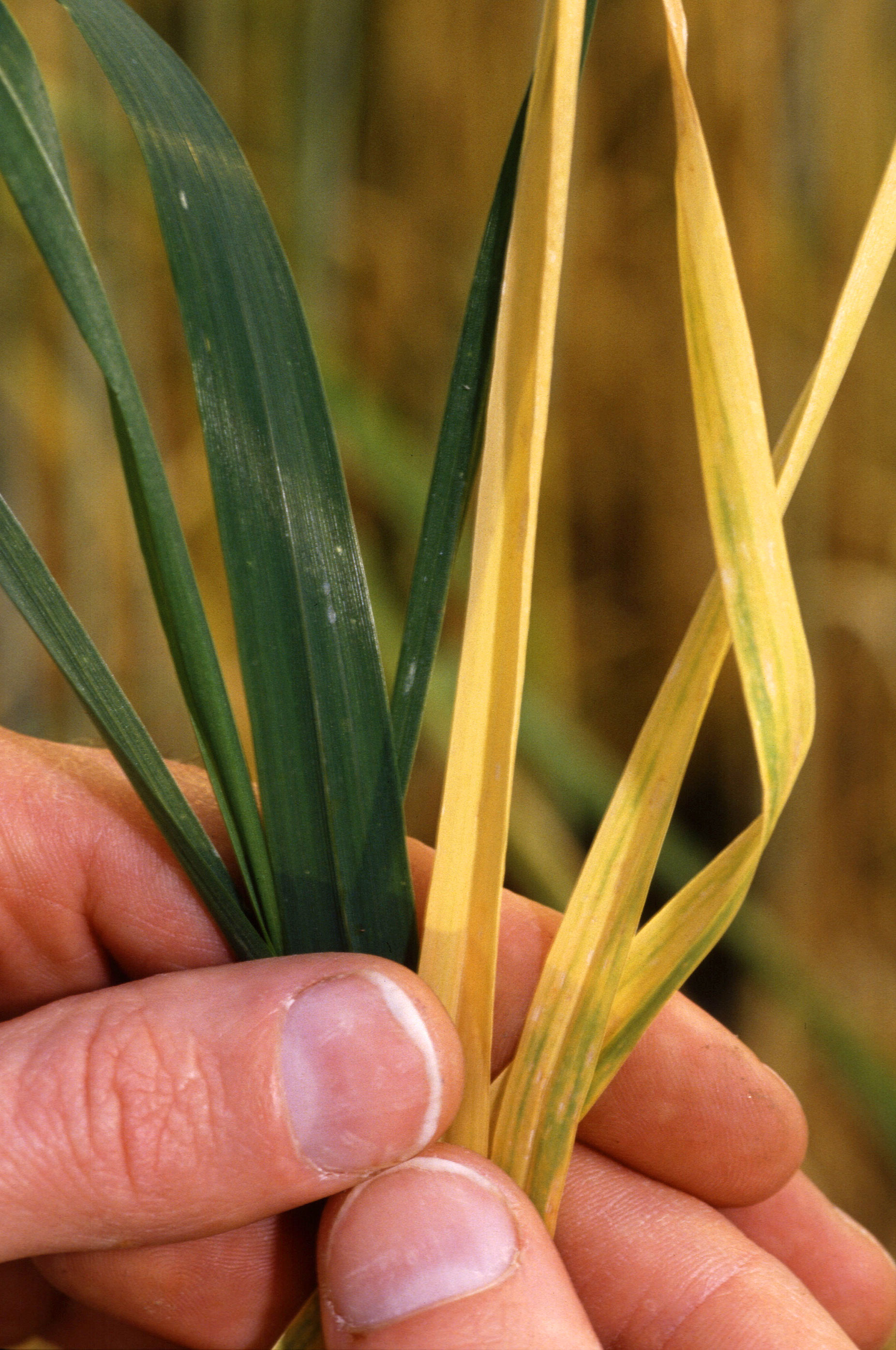
Les feuilles de blé infectées ont une aptitude réduite à la photosynthèse.

Le virus est transmis du phloème aux pucerons lorsque ceux-ci se nourrissent.
Lorsque le puceron se nourrit, les virions pénètrent dans l'intestin postérieur de l'insecte, la protéine d'enveloppe du virus est reconnue par l'épithélium de l'intestin postérieur, et le virion est autorisé à passer dans hémolymphe de l'insecte, où il peut rester indéfiniment, mais le virus ne peut pas s'y reproduire. 
Le virus est transporté activement dans les glandes salivaires accessoires où il est stocké avant d'être libéré dans les canaux et les conduits salivaires. Le virus est ensuite excrété dans la salive du puceron au cours de sa prochain piqûre alimentaire et inoculé dans la plante.
La gamme d'hôtes du BYDV comprend plus de 150 espèces de la famille des Poaceae.
Un grand nombre de graminées annuelles et vivaces sont des hôtes alternatifs du BYVD et peuvent servir de réservoirs au virus.

## Transmission
Il existe deux sources principales par lesquelles les cultures de céréales peuvent être infectées : 
1. par des pucerons aptères non-migrants déjà présents dans la parcelle lors du semis et qui colonisent les nouveaux plants dès la germination. C'est la phase d'inoculation primaire.
2. par des pucerons ailés capables de coloniser les cultures en provenant de parcelles adjacentes. Ces pucerons se reproduisent et leurs descendants colonisent les plantes voisines. C'est la phase d'inoculation secondaire.

## Effet sur les récoltes
L'effet sur les récolte est variable et dépend de plusieurs facteurs, notamment la souche virale concernée, l'époque de l'infection et le taux de diffusion des pucerons. Les pertes les plus importantes sont consécutives à des infections précoces et peuvent entraîner des baisses de rendement allant jusqu'à 50 %.

## Méthodes de lutte
Les sources d'inoculation primaire doivent être labourées aussitôt que possible. Une solution alternative est l'application d'un herbicide dessicant dix jours avant la mise en culture.
Des pulvérisations d'insecticides, à l'aide de pyréthrinoïdes de synthèse, peuvent être effectuées lors de la levée des cultures.
Les dates de semis en ligne avant la mi-octobre favorisent les attaques de pucerons ailés migrants. Cependant, des pertes de rendement peuvent être ressenties en cas de semis tardifs. Des pulvérisations d'insecticides dans ce cas visent donc à tuer les pucerons avant que se produise une pullulation importante. 